# Tablilla ritual del faraón Den
La tablilla ritual del faraón Den (o la placa MacGregor, también conocida como la etiqueta de la sandalia del faraón Den) es un importante artefacto egipcio, probablemente procedente de la mastaba del faraón Den, de la Dinastía I de Egipto, y que data de alrededor del año 2985 a. C. Según las inscripciones, la placa se colocó originalmente en una sandalia del soberano. El artefacto aparece en A History of the World in 100 Objects.

## Origen y descripción
El artefacto probablemente se encontró en la tumba del rey Den en Abidos; se deriva de las excavaciones del arqueólogo, coptólogo y egiptólogo francés Émile Amélineau. Actualmente la placa se exhibe en el Museo Británico con el número de inventario BM EA 55586. Fue adquirida por el museo en 1922; anteriormente era parte de la colección MacGregor. La tablilla está hecha de marfil tallado y mide 4.5 cm x 5.4 cm; tiene un grosor de unos 0,2 cm y las imágenes están grabadas a fuego.
En el anverso, se representa al rey Den. Viste un taparrabos, un tocado nemes con una serpiente Uraeus y una cola de animal que cuelga de la parte posterior de su falda. Den está etiquetado con su nombre de Horus. Su pose pertenece al motivo de «matar al enemigo»: el rey tiene la mano derecha levantada, sosteniendo una maza; con su mano izquierda, Den sujeta a un enemigo por el cabello. El enemigo ya está de rodillas, pero intenta parar el golpe del rey. Se le puede identificar como asiático por su peinado (perilla y trenzas).
A lo largo de la placa encontramos una inscripción jeroglífica, con dirección de lectura de izquierda a derecha: «Yo fui quien completó el primer golpe hacia el este», acompañada por el estandarte del dios chacal Wepwawet. Esta inscripción nos dice que el propio rey Den realizó su primera victoria contra los orientales. El hecho de que sea muy importante afirmar que es la «primera victoria» nos está diciendo que vendrán más batallas, que otras batallas se perdieron y que otros reyes de la primera dinastía se dedicaron a proteger y expandir las fronteras y territorios de Egipto: desde Nubia con el grupo A a los orientales en el norte. En la piedra de Palermo, en su tercera fila que se considera perteneciente a Horus Den, aparece en el segundo registro «Aplastando a los beduinos», que podría referirse a esta etiqueta, pero con toda probabilidad se refiere a campañas posteriores, ya que esta sucedió en la segunda mitad del reinado de Den. Es notable saber que en esta placa tenemos el testimonio más antiguo del tocado largo conocido como tocado Jat. Horus Den es también el primer rey conocido en exhibir la doble corona, lo que nos indica que fue un desarrollador innovador y activo de la iconografía real.
En el otro lado de la placa, se representan un par de sandalias, aunque la parte izquierda está severamente dañada por la abrasión.

## Una historia del mundo en cien objetos
Esta tablilla apareció en A History of the World in 100 Objects, una serie de programas de radio que comenzó en 2010 como una colaboración entre la BBC y el Museo Británico.